# Moulton End
Moulton End – osada w Anglii, w hrabstwie North Yorkshire, w dystrykcie (unitary authority) North Yorkshire. Leży 62 km na północny zachód od miasta York i 339 km na północ od Londynu. Miejscowość liczy 25 mieszkańców.